# 篠原栞那
篠原 栞那（しのはら かんな、1997年〈平成9年〉9月22日 - ）は、日本のタレント、モデル、女優、ラジオパーソナリティー。 女性アイドルグループ・NMB48の元メンバーである。
兵庫県尼崎市出身。KYORAKU吉本.ホールディングス、エイジアプロモーションを経て、フリーランスで活動している。

## 略歴

### NMB48時代
2010年9月20日、『NMB48オープニングメンバーオーディション』（応募総数7,256名、最終合格者26名）に合格し、同年10月9日、『Visit Zooキャンペーン応援プロジェクト AKB48 東京秋祭り supported by NTTぷらら』においてNMB48第1期研究生26名の1人として初お披露目。
2011年1月1日、NMB48劇場のこけら落しとして、『NMB48 1期生「誰かのために」』公演がスタートしたが、劇場デビューは1か月遅れの2月7日だった。同年3月10日、チームN結成に伴い、研究生から正規メンバーへ昇格。
2011年7月20日、NMB48の1stシングル『絶滅黒髪少女』が発売され、同シングル表題曲の選抜メンバーとなる。しかし『オーマイガー!』以降のシングル表題曲の選抜に選ばれることなく、2013年3月21日にNMB48からの卒業を発表。同年4月12日のチームN「誰かのために」リバイバル公演をもってNMB48での活動を終了した。

### NMB48卒業後
2015年10月、「kickers」専属モデルオーディションでcute部門のグランプリに選ばれる。
2017年よりエイジアプロモーションに所属。女優として舞台出演する傍ら、2019年4月にMBSラジオ『ゼンミセやってまーす!』内で行われたSHOWROOMイベントで審査員特別賞受賞。宮﨑理奈（元SUPER☆GiRLS）、YuAhRa（ゆあら）と共にレギュラー出演する。
2021年3月、さいかいCAMP「手ぶら女子たび」（長崎県西海市）で高崎かなみなどと共演。同年4月12日、自身のTikTokを開設。
2022年3月31日付でエイジアプロモーションを退所。なお、これに先立って27日にSHOWROOM配信にて退所の旨および配信の終了を発表した。
2022年7月3日、同日放送開始のラジオ番組「えみんつぇる・かんちるのチャリ姫ラジオ」で、親友の開坂映美と共に、初のメインMCをレギュラーで担当（RCCラジオ〈中国放送〉）。

## 人物
- 愛称は「かんちる」[10]。
- NMB48時代のキャッチフレーズは「ウーカンカンカン！！ みーんなのハートに火がついた♪ でも栞那は消さないか・ん・な☆」
- 9歳上の兄と、8歳上の姉がいる。

## NMB48時代の参加曲

### シングル選抜楽曲
NMB48
- 絶滅黒髪少女
  - 青春のラップタイム
  - 僕が負けた夏 - 「白組」名義
  - 三日月の背中
- 「オーマイガー!」に収録
  - 僕は待ってる
  - 結晶 - 「白組」名義
- 「純情U-19」に収録
  - 場当たりGO! - アンダーガールズ名義
  - 努力の雫 - 「白組」名義
- 「ナギイチ」に収録
  - 理不尽ボール - アンダーガールズ名義
  - 最後のカタルシス - 「白組」名義
- 「ヴァージニティー」に収録
  - 存在してないもの - 「紅組」名義
- 「北川謙二」に収録
  - 眠くなるまで羊は出て来ない

AKB48
- 「ギンガムチェック」に収録
  - あの日の風鈴 - ウェイティングガールズ名義

### アルバム収録楽曲
AKB48
- 『ここにいたこと』に収録
  - ここにいたこと - AKB48+SKE48+SDN48+NMB48名義
- 『1830m』に収録
  - 青空よ、寂しくないか? - AKB48+SKE48+NMB48+HKT48名義

### 劇場公演ユニット曲
NMB48 1期生→チームN 1st Stage「誰かのために」公演
- 投げキッスで撃ち落せ![注 1]
- 制服が邪魔をする
- ライダー[注 2]

## 出演

### 舞台
- SHINING★劇場第6回「評決」（2018年2月24日、秋葉原FLAG）
- スリーアウト!～サヨナラ編～（2018年9月5日 - 9日、新宿村LIVE）
- あたしをくらえ。（2018年10月17日 - 21日、新宿村LIVE）
- K-FARCE〜池袋演劇祭とは全く関係ない公演〜「するめは今日も考える（仮）」 （2019年12月4日 - 8日、シアターグリーン BOX in BOX THEATER） - たらば役。
- RAVE☆塾「Peace of Clan～七星のシンフォニア～」（2020年10月16日 - 25日、築地本願寺プティストホール）Ａチーム
- 平成トイボックス「さよならRADIO 2021」（2021年3月26日 - 31日、五反田G2） - 星川ソラ役

### テレビドラマ
- トレース～科捜研の男～（2019年1月、フジテレビ） - レギュラー研究員
- ミラー・ツインズ（2019年4月、東海テレビ・WOWOW）
- 偽装不倫（2019年7月、日本テレビ）

### ラジオ
- えみんつぇる・かんちるのチャリ姫ラジオ（2022年7月3日24:45 - 、RCCラジオ〈中国放送〉）※初のメインMC

### YouTube
- 長崎県西海市公式チャンネル （2021年3月15日  -  ）長崎県西海市公式チャンネル